# Myotis volans
Myotis volans là một loài động vật có vú trong họ Dơi muỗi, bộ Dơi. Loài này được H. Allen mô tả năm 1866.

## Hình ảnh

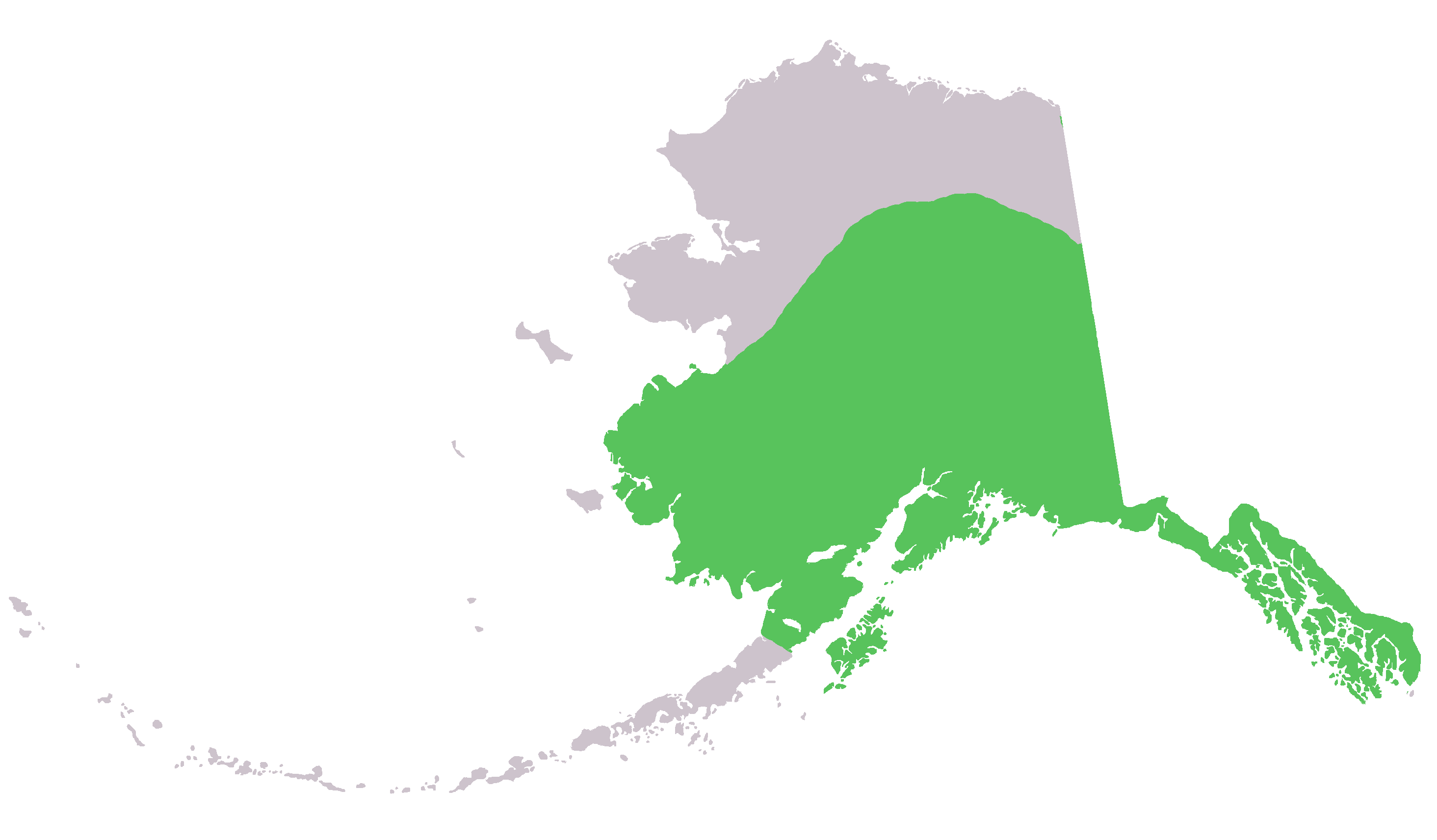
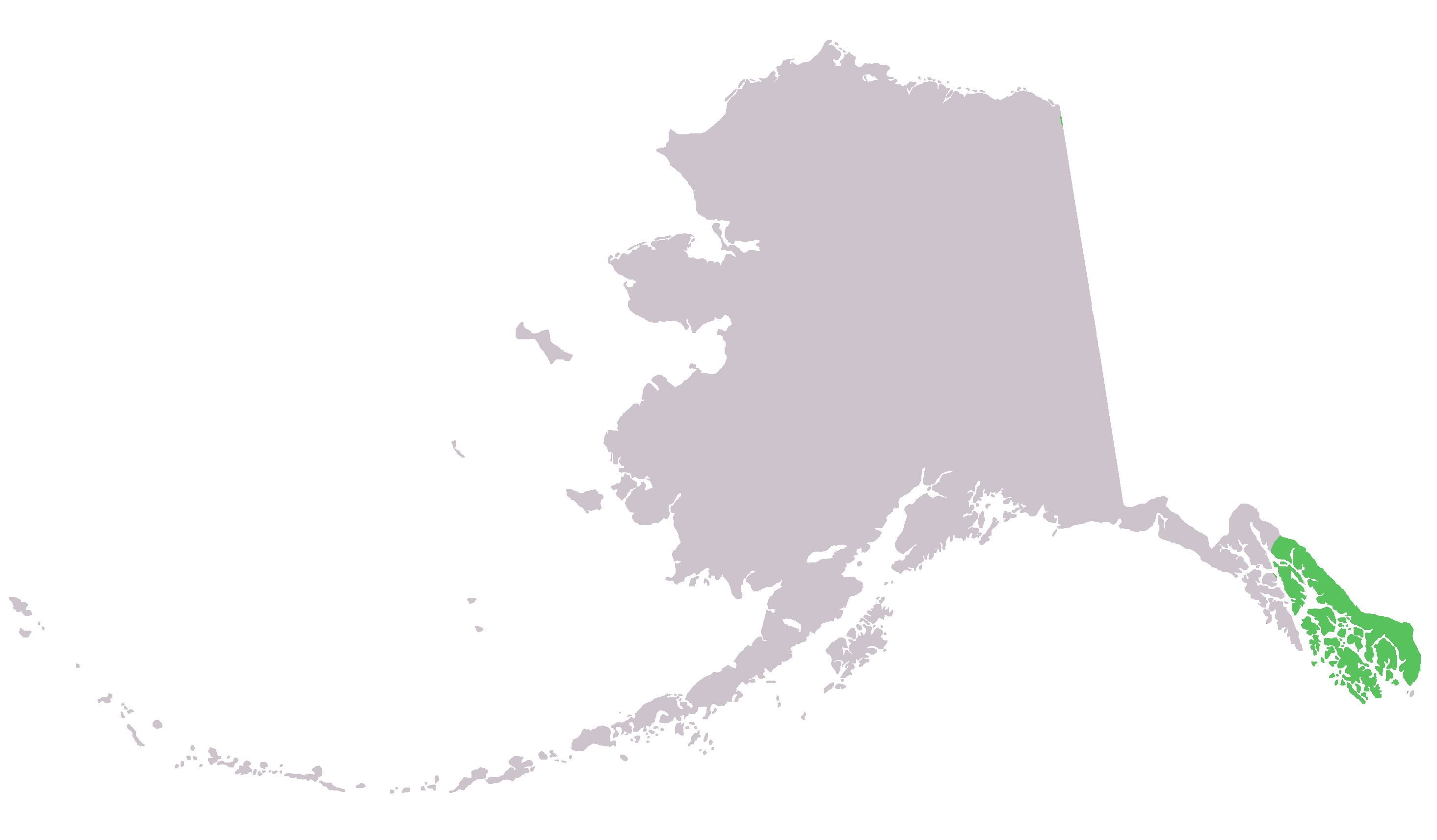